# Lotte Lenya
Lotte Lenya, rodným jménem Karoline Wilhelmine Charlotte Blamauerová (18. října 1898, Vídeň – 27. listopadu 1981, New York) byla rakousko-americká herečka, zpěvačka a tanečnice.

## Život
V letech 1914–1920 studovala balet a drama v Curychu. Poté působila jako baletka v Zürich Stadttheater. V roce 1926 se jím manželem stal známý hudební skladatel Kurt Weill. Ten úzce spolupracoval s německým dramatikem Bertholdem Brechtem a Lenya tak začala hrát v jeho divadle v Berlíně. S Weillem se rozvedli roku 1933, během nástupu nacistů v Německu, ale nikoli proto, že Weill byl Žid a jí by to komplikovalo kariéru. Naopak, odešla toho roku z Německa stejně jako Weill, kvůli své levicové orientaci. V exilu ve Spojených státech se znovu sblížili a opět se roku 1937 stali manželi. Žili spolu až do roku 1950, kdy Weill zemřel. V USA se stala nejprve známou muzikálovou herečkou. Roku 1956 získala americkou divadelní cenu Tony za roli v muzikálu The Threepenny Opera (Krejcarová opera). Její verze písně Mackie Messer z tohoto muzikálu, nahraná roku 1956 s Louis Armstrongem, patří k nejznámějším. Za roli komtesy v britském snímku The Roman Spring of Mrs. Stone (1961) byla nominována na Oscara za vedlejší roli. Asi nejznámější její filmovou rolí je však padouch Rosa Klebbová v bondovce Srdečné pozdravy z Ruska (From Russia with Love) z roku 1963.